# Greggio
Greggio là một đô thị ở tỉnh Vercelli trong vùng Piedmont thuộc Ý, có cự ly khoảng 70 km về phía đông bắc của Torino và khoảng 15 km về phia bắc của Vercelli. Tại thời điểm ngày 31 tháng 12 năm 2004, đô thị này có dân số 382 người và diện tích là 12,0 km².
Greggio giáp các đô thị: Albano Vercellese, Arborio, Recetto, San Nazzaro Sesia, và Villarboit.